# Bénactyzine
La bénactyzine est un médicament anticholinergique qui a été utilisé comme antidépresseur dans le traitement de la dépression et associé à des formes d'anxiété avant d'être retiré du marché américain par la FDA en raison de son inefficacité. Son utilisation était limitée par ses effets secondaires tels que la xérostomie (sécheresse de la bouche) et les nausées et, à plus haute dose, des symptômes plus sévères tels que des effets hallucinogènes.
Bien qu'il y ait des indices d'efficacité lorsqu'il est associé au méprobamate, son utilisation clinique n'est plus significative.